# مهرتاج رخشان
مهرتاج رخشان تهرانی (۱۲۶۰ در تهران - ۲۹ شهریور ۱۳۵۳ در دماوند) با نام تولد بَدرُالدُّجیٰ شاعر و از پیشگامان جنبش زنان در ایران و تأسیس مدارس دخترانه بود. او نخستین دختر مسلمان ایرانی دیپلمه، مؤسس مدرسه دخترانه ام‌المدارس از اولین مدارس دخترانه در ایران و نویسنده نخستین نظام‌نامهٔ مدارس ایران برای وزارت معارف بود.

## زندگی
بدرالدجی در سال ۱۲۶۰ خورشیدی در خانواده‌ای اشرافی در تهران به دنیا آمد. پدرش میرزا محمدباقر رضوی معروف به امام الحکما قاضی و طبیب دربار و مادرش حمیده خانم نام داشت. فقه، عربی، تاریخ و زبان انگلیسی را نزد پدر و مادرش فرا گرفت.
در شانزده سالگی به همراه خواهرش برای آن‌که پدرشان را وادار کنند تا به تحصیلشان در مدرسه رضایت دهد، در منزل علی‌اصغرخان اتابک که از دشمنان پدرشان بود، بَست نشستند. پس از یک ماه امام‌الحکما تسلیم شد. بدرالدجی در کلاس چهارم مدرسه دخترانه آمریکایی تهران پذیرفته شد. او ابتدا با چادر و چاقچور و روبنده به مدرسه می‌رفت، چند سال بعد برای آن‌که از گرفتاری‌های کیلومترها پیاده‌روی از خانه تا مدرسه و گرفتن کتاب و دفتر و مداد و ظرف غذا با چادر و چاقچور رهایی یابد. نوعی لباس شبیه به مانتو امروزی با افزودن یک کلاه طراحی می‌کند. لباس ابتکاری او بلوایی در شهر آفرید و بدرالدجی پس از تهدید متعصبین مذهبی به ترور این لباس را کنار گذارده و به پوشش سنتی خود بازگشت. او سه سال پیش از فارغ‌التحصیل شدن با کمک پدرش مدرسه «ام‌المدارس» را در تهران تأسیس کرد. او و خواهرش در این مدرسه تدریس می‌کردند. با تأسیس مدرسه خواهرش تحصیل را کنار گذاشت ولی بدرالدجی در ۱۲۸۴ یک سال پیش از انقلاب مشروطه از مدرسه فارغ‌التحصیل شد. او برای آن‌که بتواند در جشن فارغ‌التحصیلی مانند دیگر دختران بدون حجاب حاضر شود و سخنرانی کند به دروغ به پدرش گفته بود که اگر چادر بر سر کند به او دیپلم نمی‌دهند.
بدرالدجی، که نام مهرتاج رخشان را برای خود برگزیده بود، پس از فارغ‌التحصیلی به معلمی و مدیریت در مدارس دخترانه ادامه داد. مدتی در اداره «مدرسه شرعیات اصفهان» به صدیقه دولت‌آبادی کمک کرد و «مدرسه ام المدارس» را در اصفهان تأسیس کرد. در مدرسه آمریکایی‌ها که از آن فارغ‌التحصیل شده بود، زبان و ادبیات فارسی را تدریس کرد. سپس مدیر مدارسی در شهرهای انزلی، مشهد، اصفهان، گلپایگان و ملایر شد. وی در گلپایگان در شرایطی که نبض شهر در اختیار نیروهای کاملاً سنتی و محافظه‌کار بود، در ارتقای فرهنگ مردم نقش بسیار مهمی داشت. او همچنین به درخواست وزیر معارف نظام‌نامه‌ای برای مدارس ایران تهیه کرد که در صفحهٔ اول نخستین شماره مجله معارف به چاپ رسید. رخشان نهایتاً در ۱۳۱۱ از ادارهٔ فرهنگ بازنشسته شد. یکی از دلایل بازنشستگی او اختلاف در مورد آموزش درس حفظ الصحه بود که مسئولان آن را درسی بی‌فایده می‌پنداشتند.
رخشان در سال ۱۳۱۱ به دماوند رفت و قصد داشت پرورشگاهی جهت نگاهداری کودکان یتیم و بی‌بضاعت تأسیس کند که موفق نشد. او ۴۲ سال پایانی عمر خود را تنها در باغی به دماوند گذراند. سال‌ها زندگی در انزوا او را به شخصیتی اسرارآمیز نزد اهالی منطقه تبدیل کرده بود. تا حدی‌که بسیاری از عوام این زن کهنسال بی‌کس که به‌ندرت از باغ خارج می‌شد را نوعی جن یا پری می‌دانستند.

## حقوق روسپیان
رخشان در ۱۳۰۷ در مقاله‌ای در نشریه عالم نسوان پیشنهاد تشکیل خانهٔ امید برای نگهداری و آموزش زنان روسپی را مطرح کرد از نظر او جامعه مقصر اصلی در پدیدهٔ روسپی‌گری بود و همو می‌بایست و می‌توانست سرنوشت قربانیان آن را تغییر دهد. البته طرح او به‌جایی نرسید، اما از اولین نمونه‌های ایرانی توجه به وضعیت روسپیان به عنوان یکی از حاشیه‌ای‌ترین و ستمکش‌ترین بخش‌های جامعه بود. او معتقد بود که برای دفاع از حقوق تمامی زنان باید ابتدا از حقوق آن بخش که از همه بیشتر به حاشیه رانده شده و حقوق آن‌ها منظماً زیر پا گذاشته می‌شود، دفاع کنیم. او برای مثال پیشنهاد کرده بود که دولت دوخت لباس سربازان وظیفه را به این زنان بسپارد و دستمزدی را به آنان بپردازد.
رخشان در سخنرانی خود در دومین کنگرهٔ نسوان شرق (۱۳۱۱ در تهران) نیز به این موضوع اشاره کرده و به پیشنهاد او ماده ۱۷ مرام‌نامهٔ کنگرهٔ بین‌المللی زنان به ضرورت لغو فحشا و بردگی اختصاص یافت. او در سخنرانی خود به این اشاره کرده بود که باید از روسپی‌گری مخفی جلوگیری و روسپی‌گری علنی را در نقاط معلوم محدود کرد.

## کشف حجاب
حضور بدون حجاب مهرتاج رخشان در مراسم فارغ‌التحصیلی خود در مدرسه دخترانه آمریکایی و سخنرانی او به دو زبان انگلیسی و فارسی از نخستین نمونه‌های کشف حجاب در تاریخ معاصر ایران است. مدرسه ام‌المدارس او نیز تعطیل شد چون محصلانش به‌جای چادر از لباسی شبیه به مانتو و کلاه امروزی استفاده می‌کردند.

## ماجرای نامه‌نگاری میرزاده عشقی
رخشان پس از خواندن نمایشنامه منظوم «کفن سیاه» نامه‌ای برای میرزاده عشقی نویسنده جوان این اثر فرستاده و سکه‌ای عتیقه را به عنوان پـِری (Prix) به وی تقدیم کرده بود. عشقی که ظاهراً تصور کرده بود فرستنده نامه دختری جوان است و پِری را [که واژه‌ای فرانسوی به معنی جایزه است] پَری خوانده بود، در جواب شعری برای او فرستاده بود. این شعر باعث شده بود تا خیلی‌ها تصور کنند عشقی میان او میرزاده عشقی بوده و انزوای دهه‌های پایانی عمر او از آن نشأت گرفته‌است.
| دلبرا! ای که تو را طبعِ هوس‌پرورِ من  |  | مهربان کرد که دستی بکشی بر سرِ من   |
| سکه‌ای را که پری لطف نمودی برسید    |  | ای پری‌روی و پری‌خوی و پری‌پیکرِ من    |
| تو خودت نیز پری هستی و بهتر ز پری  |  | عوضِ آن پری آن بِهْ که خود آیی برِ من  |
| از پری بودنت آن‌قدر به من معلوم است |  | که مرا بینی و خود غایبی از منظرِ من |
| گرچه من سایهٔ تو نیز ندیدم لیکن     |  | باز هم کم نشود سایهٔ تو از سرِ من    |

## شعر
از او حدود هزار بیت شعر به‌جای مانده‌است. از آن‌جمله:
| هرچه می‌پوشم دو چشم از کارِ زشتِ مردمان   |  | باز می‌آید به گوشم داستانِ تازه‌ای     |
| گر ببندم چشم و گوش و جمله حسِّ ظاهری     |  | باز می‌آید به گوش و هوشِ من آوازه‌ای   |
| رشوه و طمّاعی و بی‌رحمیِ این جامعه        |  | هیچ نَبوَد بر فسادِ کارشان اندازه‌ای    |
| گر تو رخشان! می‌توانی با چنین مردم بساز |  | ورنه راهِ خویش بیرون گیر از دروازه‌ای |